# Polichno (powiat pińczowski)
Polichno – wieś w Polsce położona w województwie świętokrzyskim, w powiecie pińczowskim, w gminie Michałów.
| SIMC    | Nazwa       | Rodzaj    |
| ------- | ----------- | --------- |
| 0250607 | Dwór        | część wsi |
| 0250613 | Gajdówka    | część wsi |
| 0250620 | Kwietniówka | część wsi |
| 0250636 | Podgaje     | część wsi |

W latach 1975–1998 miejscowość należała administracyjnie do województwa kieleckiego.